# Patrulla Aguila
«Патру́лья А́гила» (исп. Patrulla Águila — Орлиный Патруль) — пилотажная группа испанских ВВС. Базируется на авиабазе Сан-Хавьера недалеко от Мурсии в Испании. Пилотаж выполняет на семёрке учебно-тренировочных самолётов CASA C-101. Пилотажная группа была сформирована 4 июля 1985 года.

## История
Первые пилотажные группы ВВС Испании были сформированы в 50-х и 60-х годах и стали прародителями современной эскадрильи «Патрулья Агила».
- Пилотажная эскадрилья на базе школы подготовки лётчиков Матакан[англ.] в Саламанке. Была основана в 1954 году, пилотировала лёгкий учебный самолёт T-6 Texan американского производства.
- Пилотажная группа, в составе авиабазы Талавера-ла-Реаль[англ.] в Бадахосе. Была основана в 1955 году, летала на учебно-тренировочном самолёте T-33 Shooting Star.
- Пилотажная группа, в составе авиабазы Манисес в Валенсии. Основана в 1956 году (с 1958 года группа стала называться «Patrulla Ascua»). Летала на F-86 Sabre.
- В 1980 году была сформирована группа в составе авиабазы Лос Лианос[англ.] в Альбасете, летавшая на Mirage F-1.

4 июня 1985 года среди лучших лётчиков Академии Военно-воздушных сил Испании была сформирована пилотажная группа «Патрулья Агила», получившая учебно-тренировочные самолёты Casa C-101 Aviojet.

## Галерея
- Casa C-101 группы «Патрулья Агила» на рулёжке. Авиашоу в Радоме (Польша), 2005 год
- Фигура пилотажа «зеркало». Выступление в Швейцарии, 2004 год
- «Патрулья Агила» раскрасила небо в цвета испанского флага во время авиашоу в городе Виго, 2009 год
- «Патрулья Агила» в полном составе на авиашоу в Польше, 2005 год